# Mayfield (Midlothian)
Mayfield es una localidad situada en Midlothian, Escocia (Reino Unido). Tiene una población estimada, a mediados de 2020, de 13 510 habitantes.
Está ubicada a poca distancia al sur del fiordo de Forth y de la ciudad de Edimburgo.
Este desarrollo de viviendas se construyó en la década de 1950 como alojamiento adicional para los trabajadores de las minas cercanas y para otros trabajadores esenciales, así como para albergar a la fuerza laboral de un polígono industrial pequeño pero relativamente exitoso.
El crecimiento masivo de la población en esta zona en la década de 1950 llevó a que el pueblo minero existente de Easthouses fuera prácticamente absorbido por el nuevo desarrollo de viviendas de Mayfield, que hoy tiene una población similar a la de un pueblo pequeño.